# Medaile Diligentiae
Medaile Diligentiae (polsky Medal Diligentiae) je medaile zřízená v roce 1767 polským králem Stanislavem II. Augustem Poniatowským. Byla udílena absolventům Kadetského sboru (Akademie šlechtického sboru Jeho Veličenstva a Polské republiky). Udílena byla za pečlivý přístup ke svému vzdělání. Udílena byla ve dvou třídách, zlaté a stříbrné.

## Pravidla udílení
Král osobně dekoroval vyznamenané kadety na základě žádosti vedení univerzity. Zpočátku byla medaile udílena pouze kadetům. Po roce 1784 král rozšířil skupinu studentů, kteří mohli toto vyznamenání získat, o studenty provinčních (nižších středních) škol a vysoce vzdělané lidi žijící v Polsko-litevské unii. Slavnostní předávání těchto medailí bylo delegováno na představitele státních či církevních orgánů. Král i nadále někdy vyznamenával oceněné osobně. Například v roce 1784 pří oslavě 20. výročí své korunovace v Bělostoku. Medaile byla udílena do roku 1792.

## Insignie
Medaile kulatého tvaru byla ražena ve zlatě nebo stříbře. Průměr zlaté medaile činil 26 mm. Průměr stříbrné medaile byl 36,5 mm. Na přední straně byla vyobrazena koruna a pod ní královský monogram zakladatele tohoto vyznamenání SAR. Tento nápis byl obklopený věncem z vavřínových listů, který byl ve spodní části převázán mašlí. Na zadní straně byl uprostřed medaile nápis DILI ● GEN ● TIAE (naléhavost). Tento nápis byl ověnčen dubovými listy, které byly ve spodní části převázány mašličkou. Autorem návrhu vzhledu medaile byl Holzhaeusser.
Medaile se nosila na levé straně hrudi na modré nebo karmínové stuze.